# Trolejbusová doprava v Karlových Varech
Karlovy Vary jsou sice městem, kde se síť trolejbusové dopravy nenachází, avšak její zavedení bylo již několikrát plánováno.

## Projekty
V Karlových Varech zajišťuje MHD pouze doprava autobusová. Vzhledem k charakteru města (náročný terén, lázeňské centrum) a vytíženosti sítě městské autobusové dopravy se objevily různé návrhy na zavedení trolejbusů; podobně, jako je tomu například v Mariánských Lázních. 
První návrhy se objevily v 50. letech 20. století, kdy se otevíraly v Československu mnohé nové trolejbusové provozy. V první etapě se tehdy počítalo se čtyřmi linkami a 12,5 km dvoustopých tratí. Další úvahy pak vznikly v letech sedmdesátých; v jejich druhé polovině plánovala Škoda Ostrov vybudovat trolejbusovou trať z Jáchymova (nedaleko od Ostrova) až do Karlových Varů. Poslední studie na zřízení trolejbusového provozu byly vypracovány na začátku 80. let 20. století.